# Hrvatski list (Mainz)
Hrvatski list je bio hrvatski emigrantski list.
Izlazio je od 1978. u Mainzu kao mjesečnik, a prestao je izlaziti 1984.

## Poznati suradnici
- Bruno Bušić, Mladen Schwartz

## Vanjske poveznice i izvori
- Bože Vukušić: Tajni rat UDBE protiv hrvatskog iseljeništva
- Bibliografija Hrvatske revije[neaktivna poveznica]